# انریکه آخا
انریکه آخا (اسپانیایی: Enrique Aja‎؛ زادهٔ ۲۳ مارس ۱۹۶۰) دوچرخه‌سوار اهل اسپانیا است. وی در مسابقات تور دو فرانس شرکت کرده است.